# Tarsolepis fulgurifera
Tarsolepis fulgurifera är en fjärilsart som beskrevs av Walker 1858. Tarsolepis fulgurifera ingår i släktet Tarsolepis och familjen tandspinnare. Inga underarter finns listade i Catalogue of Life.